# Dora Puelma
Dora Puelma Francino de Fuenzalida (* 22. März 1898 in Antofagasta; † 1. April 1972 in Santiago de Chile) war eine chilenische Malerin.
Puelma studierte an der Escuela de Bellas Artes de Santiago bei Fernando Álvarez de Sotomayor, Valenzuela Llanos, Juan Francisco González und Pablo Burchard Eggeling. Sie nahm außerdem Unterricht bei dem Bildhauer Virginio Arias und studierte an der École de Paris bei André Lhote. Als Schülerin von Sotomayor zählte sie zur Malergruppe der Generación del Trece. Sie unterrichtete an der Escuela de Bellas Artes, schrieb Kolumnen für die Zeitschriften La Nación und El Mercurio und zählte zu den Gründungsmitgliedern der Sociedad de Nacional de Bellas Artes.
Puelma wurde mehrfach für ihre Werke ausgezeichnet, die auf mehreren Einzelausstellungen in Santiago und einer Einzelausstellung im Instituto de Cultura Hispánica in Madrid gezeigt wurden. Das Erziehungsministerium veranstaltete 1977 eine Werk-Retrospektive. Im Besitz des Museo de Bellas Artes befinden sich die Gemälde Mañana de Primavera und Paisaje.

## Quelle
- Museo de Bellas Artes - Dora Puelma

| Personendaten    | Personendaten                                            |
| ---------------- | -------------------------------------------------------- |
| NAME             | Puelma, Dora                                             |
| ALTERNATIVNAMEN  | Puelma Francino de Fuenzalida, Dora (vollständiger Name) |
| KURZBESCHREIBUNG | chilenische Malerin                                      |
| GEBURTSDATUM     | 22. März 1898                                            |
| GEBURTSORT       | Antofagasta                                              |
| STERBEDATUM      | 1. April 1972                                            |
| STERBEORT        | Santiago de Chile                                        |